# Mary Johnston
Mary Johnston född 21 november 1870 i Buchanan, Virginia, död 9 maj 1936, var en amerikansk romanförfattare och kvinnorättsförespråkare.

## Biografi
Johnston var dotter till en soldat i amerikanska inbördeskriget som senare blev en framgångsrik advokat. Hon föddes i staden Buchanan, Virginia och utbildades i hemmet av familjen och privatlärare.
Johnston skrev historiska böcker och romaner som ofta kombinerar romantik med historia. Hennes första bok, Prisoners of Hope (1898), handlar om kolonialtiden i Virginia liksom hennes andra roman, To Have and to Hold (1900) och hennes roman som kom ut 1904, Sir Mortimer. The Goddess of Reason (1907) utspelar sig under franska revolutionen och i Lewis Rand (1908), porträtterar författaren det politiska livet i slutet på 1800-talet.
To Have and to Hold gick som serie i The Atlantic Monthly 1899 och publicerades år 1900 av Houghton Mifflin. Boken visade sig bli enormt populär och enligt New York Times var den den bäst säljande boken i USA under år 1900. Johnstons nästa verk Audrey hamnade på femte plats på bästsäljarlistan i USA år 1902, precis som romanen Sir Mortimer gjorde år 1904. Förutom USA var Johnstons romaner också populära i Kanada och i England.
Tre av Johnstons böcker har filmatiserats. Audrey gjordes som stumfilm under samma namn 1916 och hennes storsäljande verk To Have and to Hold filmatiserades som stumfilm 1918 och återigen 1922. Pioneers of the Old South filmatiserades 1923 under namnet Jamestown.
Under sin långa karriär, skrev hon förutom tjugotre romaner, ett antal noveller, ett drama och två långa dikter. Hon använde sig av sin berömmelse för att kämpa för kvinnors rättigheter, uppbackad av kvinnliga rösträtts-rörelsen.
Hon dog 1936 och ligger begravd på Hollywood Cemetery, Richmond, Virginia.